# 231 (liczba)
231 (dwieście trzydzieści jeden) – liczba naturalna następująca po 230 i poprzedzająca 232.

## W matematyce
- 231 jest liczbą sfeniczną[1]
- 231 jest 21. liczbą trójkątną[2]
- 231 jest liczbą deficytową
- 231 jest palindromem liczbowym, czyli może być czytana w obu kierunkach, w pozycyjnym systemie liczbowym o bazie 2 (11100111)

## Inne
- 1 galon amerykański dla płynów to 231 cali sześciennych